# جون ماكولاي ويلسون
كان جون ماكولاي ويلسون ملكًا أفريقيًا، ومن أوائل الأفارقين الذين تلقوا تدريبًا طبيًا أوروبيًا. تم إرساله من سيراليون إلى بريطانيا للتدريب الطبي إما في 1794 أو 1796. وعاد ليشغل عددًا من الأدوار، بما في ذلك مساعد جراح المستعمرات في مستشفى في ليستر، سيراليون.
ماكولاي ويلسون هو ابن الملك جورج، رئيس كافو بولوم،:42 وانضم إلى أسرة زاكاري ماكولاي وبعد ذلك منزل توماس ماسترمان وينتربوتوم.:51
كان محلفًا أثناء محاكمة صموئيل سامو عام 1812.
بعد وفاة والده الملك جورج، انتُخب ملكًا في 4 مارس 1827 بحضور جيمس هولمان.